# Esarcato patriarcale del Kuwait
L'esarcato patriarcale del Kuwait è una sede della Chiesa cattolica in Kuwait immediatamente soggetta al patriarcato di Antiochia dei Melchiti. Nel 2005 contava 800 battezzati. È retto dall'esarca Boutros Gharib.

## Territorio
L'esarcato patriarcale estende la sua giurisdizione sui fedeli cattolici melchiti del Kuwait.
Esiste una sola parrocchia, a Kuwait City.

## Storia
A partire dalla seconda metà del Novecento si formò in Kuwait una comunità di greco-cattolici, per lo più lavoratori arabi delle regioni vicine. Il servizio religioso era assicurato, almeno inizialmente, dai vicari apostolici latini.
Il 25 marzo 1972 il patriarca Maximos V Hakim eresse l'esarcato patriarcale, nominando come primo esarca l'archimandrita Basile Kanakri, del clero di Damasco, a cui succedette, il 9 agosto 2002, Boutros Gharib del clero di Beirut.

## Cronotassi degli esarchi
Si omettono i periodi di sede vacante non superiori ai 2 anni o non storicamente accertati.
- Basil Kanakri (25 marzo 1972 - 2002 ritirato)
- Boutros Gharib, dal 9 agosto 2002

## Statistiche
L'esarcato patriarcale nel 2005 contava 800 battezzati.
| anno | popolazione | popolazione | popolazione | presbiteri | presbiteri | presbiteri | presbiteri                | diaconi | religiosi | religiosi | parrocchie |
| anno | battezzati  | totale      | %           | numero     | secolari   | regolari   | battezzati per presbitero | diaconi | uomini    | donne     | parrocchie |
| ---- | ----------- | ----------- | ----------- | ---------- | ---------- | ---------- | ------------------------- | ------- | --------- | --------- | ---------- |
| 2005 | 800         | ?           | ?           | 1          | 1          |            | 800                       |         |           |           | 1          |